# Herzoghof
 (février 2025).
 (septembre 2024).
Le Herzogshof (également appelé la « Maison peinte ») est un bâtiment de Graz dont la façade est entièrement peinte. Il est situé sur la très centrale avenue Herrengasse. 
L'édifice a été mentionné pour la première fois dans un document de 1360. C'est ici que les ducs de Styrie attribuaient les fiefs à leurs sujets, jusqu'à l'achèvement du château de Graz en 1450. Vers 1600, la façade fut peinte pour la première fois par le peintre de la cour de l'empereur Ferdinand II et plus tard l'architecte de son mausolée, Giovanni Pietro de Pomis.
La maison changea plusieurs fois de mains jusqu'à ce qu'elle entre en possession du changeur Franz von Lathurner. Vers 1742, il fit repeindre à fresque la maison par le peintre de Vorau Johann Mayer sur toute la façade, montrant des dieux grecs et romains.

## Liens web
- «Maison peinte» sur graz.at
- « Maison peinte » sur le site Internet de l'Office fédéral des monuments
- Graz – Herzogshof (Gemaltes Haus). Dans: châteaux-autriche.com. Site privé de Martin Hammerl ; consulté le 1. janvier 1900